# Igor Pugaci
Igor Pugaci (n. 5 ianuarie 1975, Dubăsari, RSS Moldovenească, URSS) este un fost ciclist moldovean.

## Rezultate majore
1997
- Al 3-lea loc în Campionatul Moldovei de ciclism rutier
- Al 3-lea loc în Campionatul Moldovei de ciclism cu cronometru

1998
- Turul Văii Aosta

1999
- Primul loc în Campionatul Moldovei de ciclism rutier
- Primul loc în Campionatul Moldovei de ciclism cu cronometru

2000
- Primul loc în Campionatul Moldovei de ciclism cu cronometru
- Al doilea loc în Campionatul Moldovei de ciclism rutier

2001
- Primul loc în Campionatul Moldovei de ciclism cu cronometru
- Al doilea loc în Campionatul Moldovei de ciclism rutier

2006
- 1 etapă a Turului Turciei